# الدورة الدموية المستمرة للجنين
الدورة الدموية المستمرة للجنين هي حالة ناجمة عن فشل الدورة الدموية الجهازية والدورة الرئوية في التحول من نمط الدورة الدموية قبل الولادة إلى النمط «الطبيعي». يعاني الرضع من ارتفاع متوسط ضغط الشريان الرئوي الشرياني وحمل قبلي (الدم الراجع إلى الأذين الأيمن من الجسم) مرتفع في البطين الأيمن. وهذا يعني أن القلب يضخ ويقاوم هذه الضغوط المرتفعة، مما يزيد من صعوبة ضخ الدم.
في الجنين، تكون المقاومة الوعائية الرئوية عالية (PVR) وتدفق الدم الرئوي منخفض لأن الجنين لا يستخدم الرئتين لنقل الأكسجين، ولكنه يعتمد بدلًا من ذلك على المشيمة للحصول على الأكسجين. عندما يولد الطفل، تكون الرئتان ضروريتين لنقل الأكسجين وتحتاجان إلى ضخ دم بضغط مرتفع وهو ما يشجعه انخفاض المقاومة الرئوية العالية. يؤدي فشل الدورة الدموية عند الوليد في التكيف مع هذه التغيرات عن طريق خفض هذه المقاومة إلى استمرار الدورة الدموية للجنين. ولذلك يولد الطفل بضغط رئوي وعائي مرتفع، مما يؤدي إلى فرط ضغط الدم الرئوي. ولهذا السبب، تُعرف هذه الحالة أيضًا على نطاق واسع باسم ارتفاع ضغط الدم الرئوي المستمر عند الوليد. يمكن أن تكون هذه الحالة حادة أو مزمنة، وترتبط بمعدلات مراضة ووفيات كبيرة.

## التظاهرات

### المضاعفات
تتراوح شدة الحالة من مرض خفيف إلى شديد. في أشد أشكال المرض، يعاني الرضع من نقص الأكسجة الشديد مما يؤدي إلى مضاعفات قلبية ورئوية. نتيجة لانخفاض مستويات الأكسجين، فإن الرضع الذين يعانون من الحالة معرضون بشكل متزايد لخطر الإصابة بمضاعفات، مثل الاختناق وأمراض الرئة المزمنة ومشاكل النمو العصبي والوفاة.
تعد عدوى المستشفيات نوعًا آخر من المضاعفات التي قد تساهم في الوفاة لدى شخص مصاب بدورة دموية مستمرة. إذا أصيب المولود بالعدوى أثناء دخوله المستشفى، فقد يؤدي ذلك إلى تدهور الحالة حتى بعد أيام من التحسن.

## الفيزيولوجيا المرضية
يعاني الجنين عادة من ارتفاع ضغط الدم الرئوي في الرحم لأنه يعتمد على المشيمة للحصول على الأكسجين بدلًا من الرئتين. عندما يولد الجنين، ينتهي ارتباطه بالمشيمة ويبدأ باستخدام الرئتين لتلقي الأكسجين. لتسهيل هذا التغيير من الجنين إلى حديث الولادة، يجب أن تتغير فيزيولوجية الطفل من حالة ارتفاع المقاومة الرئوية الوعائية إلى انخفاضها، مما يسمح بزيادة تدفق الدم للدوران في جميع أنحاء الجسم. ويعود عدم قدرة الوليد على التكيف مع هذه التغيرات إلى عمليات مختلفة، مثل:
- التشريح الطبيعي للأوعية الدموية المترافق مع تضيق الأوعية الدموية الوظيفي: ذو إنذار جيد؛ لأنه قابل للعكس. وتشمل الأسباب نقص الأكسجة، واستنشاق العقي، ومتلازمة الضائقة التنفسية الحادة. إذا تُرك هذا الأمر من دون علاج، قد يؤدي إلى فشل الجهاز التنفسي بنقص الأكسجة.
- انخفاض قطر الأوعية الرئوية مع تضخم جدرانها: الإنذار هنا سيء؛ لأنه غير عكوس. تشمل الأسباب الحمل المديد، وقصور المشيمة، واستخدام الأم لمضادات الالتهاب غير الستيروئيدية.
- انخفاض حجم السرير الوعائي الرئوي: إنذاره سيء؛ لأنه غير عكوس. وهو ناجم عن آفات تشغل مساحة مثل الانصباب الجنبي وفتق الحجاب الحاجز.
- الانسداد الوظيفي لتدفق الدم الرئوي: يكون الإنذار هنا جيد في حال كان قابلًا للعكس. وتشمل الأسباب كثرة الحمر وفرط فيبرينوجين الدم.